# جون أوغسطين مارشال
جون أوغسطين مارشال (بالإنجليزية: John Augustine Marshall) هو قاضي ومحامي أمريكي، ولد في 5 سبتمبر 1854، وتوفي في 4 أبريل 1941.